# Tomoko Ōhara
Tomoko Ōhara (jap. 大原 智子, Ōhara Tomoko; * 1957 in der Präfektur Mie) ist eine ehemalige japanische Fußballspielerin.

## Karriere
Ōhara absolvierte ihr erstes Länderspiel für die japanischen Nationalmannschaft am 9. September 1981 gegen Italien.